# 杉上佐智枝
杉上 佐智枝（すぎうえ さちえ、1978年2月23日 - ）は、日本テレビの社員。元アナウンサー。

## 略歴
- 東京都品川区出身。父親が通商産業省のキャリア技官官僚であったため、その国外赴任に伴い、3歳までイギリス、6歳〜9歳までドイツで生活した帰国子女。移動経験のある国は、通算32ヵ国に及ぶ。
- 田園調布雙葉学園[3]を経て上智大学に入学。翌年、同大学中退後、早稲田大学第一文学部に再入学、ドイツ文学を専攻した。同期在学生にはフジテレビ元アナウンサーで現在は同局人事局所属の森本さやか（教育学部）がいた。
- 早稲田大学卒業後、2001年4月、日本テレビに入社、アナウンス部配属となる。同期入社のアナウンサーは阿部哲子（現・フリーアナウンサー）、西尾由佳理（現・フリーアナウンサー）、森圭介。研修を経て、女子アナウンサーの慣習に従い同年8月24日に夜の天気予報コーナーで初めての単独出演をした。同年10月より『ニュース朝いち430』のサブ司会者を半年間務め、2002年10月に同番組にメイン司会者として再復帰し、2004年度終了まで務めた。2004年には横浜国際女子駅伝の第3中継所担当としてスポーツ実況に初参加し、スポーツ関連番組の出演も多くこなしている。
- 2006年5月に、4歳年上の日本テレビのスポーツ担当ディレクターと結婚。
- 2009年10月5日から『おもいッきりDON!第1部 おもいッきりPON!』→『PON!』のMCを担当。汐留・日本テレビタワーのゼロスタジオからの午前中の生放送の司会は、宮崎宣子、夏目三久に続いて三人目となる。汐留ゼロスタジオでの朝生情報番組歴代MCの中で、30代で既婚者は杉上が初めてである。
- 2011年6月20日の「PON!」で自身の妊娠を報告。9月30日放送分まで出演を続け、その後は産休に入った[4]。12月26日に長男を出産[5]。2013年3月1日に産休が明け、職場復帰。4月1日より「PON!」にも月曜から水曜で復帰。2015年3月8日に長女を出産。
- 2023年5月31日の『情報ライブ ミヤネ屋』出演をもって番組およびアナウンサーを卒業し、6月1日に日本テレビホールディングス社長室主任へ異動[6]。

## 人物
- 中性的な顔立ちで、アナウンス部では「アニキ」、メイクルームでは「ミスター」と呼ばれる。アニキというニックネームは、日本テレビ公式サイトで杉上が担当するブログ『アニキの厨房』にも使われている。声質も低めと評されている。
- 語学を特技としており、英語とドイツ語も使用できる[7]。TOEICスコアは730、また一時は通訳を目指してドイツ留学もしていた。他に漢検準1級を所持している。高校時代には小論文（テーマは不明）で全国2位となったこともある。
- 2018年、絵本専門士を取得[8][3]。2020年11月には初の著書『絵本専門士アナウンサーが教える 心をはぐくむ読み聞かせ』を出版[9]。同著内で絵本作家きむらゆういちとの対談も行っているほか、同僚の藤井貴彦や水卜麻美も絵本にまつわる思い出を寄稿している[9]。

## 出演番組
- 小鳩の愛（ラジオ日本、土・8:15-8:29）
- ニュース朝いち430
  - 全曜日サブキャスター（2001年10月1日 - 2002年3月29日）
  - 月・火曜メインキャスター（2002年9月30日 - 2003年11月25日、2004年11月29日 - 2005年3月29日）
  - 月・火・金曜メインキャスター（2003年12月1日 - 2004年11月26日）
- 汐留スタイル!（アシスタント、水曜担当）
- 皇室日記（2003年 - 2009年、アシスタント）
- ザ!情報ツウ
- スポーツMAX（水・木曜キャスター、2005年1月5日 - 9月29日）
- クリック!（アシスタント、2005年4月4日 - 9月29日）
- スポんちゅ（進行キャスター）
- sports weekly HERO（ナレーター）
- 汐留イベント部（2006年4月13日 - 2007年4月5日、2代目部次長）
- あさ天サタデー
  - ニュースキャスター（2006年10月7日 - 2008年9月27日）
  - メインキャスター（2008年10月4日 - 2009年3月28日）
- ズームイン!!サタデー（2006年10月7日 - 2008年9月27日、「NNNニュースサタデー」担当）
- NNNニュースD（土・日曜、2006年10月7日 - 2007年9月30日）
- NNNストレイトニュース
  - 森富美の代理（2007年10月6日、2014年8月28日・29日、2017年3月23日・24日・30日、2018年3月22日、2020年1月15日・2月19日、2022年12月8日）
  - 日曜担当（2007年10月7日 - 2009年3月29日）
  - 後藤晴菜の代理（2019年6月27日、2021年4月20日・5月4日・7月20日・8月3日・10月5日・11月2日）
  - 月・火曜担当（2019年9月30日 - 2020年4月7日、2020年6月15日 - 2021年3月23日）
  - 豊田順子の代理（2020年1月4日・5日）
  - 藤田大介と共に隔週担当（2020年4月20日 - 6月5日）[10]
  - 月曜担当（2021年3月29日 - 2022年9月26日）
  - 杉野真実の代理（2022年9月16日）
  - 水曜担当（2022年10月5日 - 2023年5月31日）
  - 畑下由佳の代理（2022年11月7日）
- NEWS ZERO（2008年9月15日 - 19日）- 鈴江奈々の代理
- おもいッきりDON!（2009年3月30日 - 10月2日、DON!DON!ポシュレコーナーに出演）
- シオドメディア（2009年4月 - 9月） - 松尾英里子の後任で、事実上、上田まりえデビューまでのリリーフ起用に（上田は後継番組「CAPTAIN!TV」で初レギュラー）
- ズームイン!!SUPER
  - 古閑陽子の代理（2009年11月4日 - 6日）
  - 西尾由佳理の代理MC
- スポーツ中継（横浜国際女子駅伝など）
- おもいッきりDON!・第1部 おもいッきりPON!（2009年10月5日 - 2010年3月26日、MC）
- 日テレNEWS24 気象情報の自動音声（提供クレジット等）
- イブニングプレス donna
- ZIP!（2011年7月21日）- 馬場典子の代理
- PON!（2013年4月 - 2014年12月、アシスタント、月 - 水曜担当[11]）
- キユーピー3分クッキング（2017年5月 - 2023年7月14日[12]）
- 情報ライブ ミヤネ屋（読売テレビ制作） - ニュースコーナー担当
  - 隔週担当（2018年6月11日 - 2019年9月20日）[13]
  - 水・木曜担当（2020年4月8日・9日）
  - 隔週火曜担当（2020年4月21日 - 6月2日）[14]
  - 郡司恭子の代理（2021年1月25日・26日・2月1日・2日）
  - 月曜担当（2021年3月29日 - 2022年9月26日）
  - 後藤晴菜の代理（2021年4月20日・5月4日・7月20日・8月3日・10月5日・11月2日）
  - 杉野真実の代理（2022年3月4日・9月16日、2023年2月17日）
  - 水曜担当（2022年10月5日 - 2023年5月31日）
  - 畑下由佳の代理（2022年11月7日）
  - 森富美の代理（2022年12月8日）
- ヒルナンデス! - ニュースコーナー担当
  - 森富美の代理（2018年8月6日 - 10日、2023年1月31日）
  - 隔週担当（2018年10月1日 - 2019年9月20日）[15]
  - 水・木曜担当（2020年4月8日・9日）
  - 隔週火曜担当（2020年4月21日 - 6月2日）[16]
  - ニュースコーナー代理（2022年1月10日・5月2日・9月5日）
  - 木・金曜担当（2023年1月5日 - 3月31日）
  - 火曜担当（2023年4月4日 - 2023年5月30日）
- バゲット
  - 月曜隔週レギュラー（2018年10月1日 - 2019年9月23日）
  - 木曜隔週レギュラー（2019年10月3日 - 2020年3月26日）
  - VTR企画レギュラー（2020年4月 - 2023年3月）
- スッキリ - ニュースコーナー担当
  - 後藤晴菜の代理（2019年6月27日、2021年4月20日・5月4日・7月20日・8月3日・10月5日・11月2日）
  - 月・火曜担当（2019年9月30日 - 2020年4月7日、2020年6月15日 - 2021年3月23日）
  - 森富美の代理（2020年1月15日・2月19日、2022年12月8日）
  - 隔週担当（2020年4月20日 - 6月5日）[17]
  - 月曜担当（2021年3月29日 - 2022年9月26日）
  - 杉野真実の代理（2022年9月16日）
  - 水曜担当（2022年10月5日 - 2023年3月22日）
  - 畑下由佳の代理（2022年11月7日）
- the SOCIAL（2020年12月11日）- 尾崎里紗の代理
- 千鳥かまいたちアワー（ナレーション担当、2021年10月2日 - 2023年6月3日）
- 千鳥VSかまいたち（ナレーション担当、2021年1月24日 - 3月28日）
- news every. - 年末年始版担当（2023年1月3日）